# UFC Fight Night: Gane vs. Volkov
UFC Fight Night: Gane vs. Volkov (também conhecido como UFC Fight Night 190 e UFC na ESPN + 48 ) foi um evento de artes marciais mistas promovido pelo Ultimate Fighting Championship que aconteceu em 26 de junho de 2021 nas instalações do UFC Apex em Enterprise, Nevada, Área Metropolitana de Vegas, nos Estados Unidos.

## História
A luta principal foi entre os pesos-pesados entre Ciryl Gane e o ex-campeão mundial dos pesos pesados do Bellator Alexander Volkov.
Uma luta nos pesos-médios entre Anthony Hernandez e Punahele Soriano estava agendendada para este evento. A dupla estava programada para acontecer em maio de 2020 no UFC on ESPN: Overeem vs. Harris, mas Soriano desistiu devido a razões não reveladas. Por sua vez, Hernandez desistiu no final de maio devido a uma lesão na mão e foi substituído por Brendan Allen, com o novo confronto previsto para acontecer um mês depois no UFC Fight Night: Sandhagen vs. Dillashaw.
O duelo no peso-leve entre Yancy Medeiros e Damir Hadžović já foi reprogramado pela segunda vez e ocorreu neste evento. A dupla foi agendada para se encontrar pela primeira vez no UFC Fight Night: Font vs. Garbrandt. No entanto, ele foi retirado do card poucas horas antes de acontecer devido a problemas de saúde com Hadžović. 
Uma luta de peso galo feminino entre Julija Stoliarenko e Julia Avila foi remarcada e deve ocorrer neste evento. A luta estava marcada para acontecer em março no UFC on ESPN: Brunson vs. Holland, mas foi cancelado porque Stoliarenko não foi considerada apta para competir devido a complicações de seu corte de peso, incluindo dois desmaios durante suas tentativas de bater o peso.
A expectativa era que Ed Herman enfrentasse Danilo Marques na luta dos meio-pesados no evento. No entanto, Herman foi removido do card devido à razões não reveladas em 14 de junho e substituído por Kennedy Nzechukwu.
Uma luta de meio-médio entre Nicolas Dalby e Sergey Khandozhko era esperada no evento. No entanto, em 15 de junho, Khandozhko desistiu devido a uma lesão e foi substituído por Tim Means.
Ramazan Emeev deveria enfrentar o vencedor do The Ultimate Fighter: Brasil 3 Warlley Alves no peso meio-médio. No entanto, Emeev desistiu em meados de junho por motivos não revelados, deixando Alves em busca de um novo adversário.
Uma luta dos meio-pesados entre Ovince St. Preux e Maxim Grishin era esperada no evento. No entanto, Grishin desistiu da luta devido a problemas de visto e foi substituído por Tanner Boser em uma luta de pesos pesados.

## Bônus da Noite
Os lutadores receberam US$50.000 de bônus:
- Luta da Noite:  Timur Valiev vs.  Raoni Barcelos
- Performance da Noite:  Kennedy Nzechukwu e  Marcin Prachnio